# Александрув (Пясечинський повіт)
Александрув (пол. Aleksandrów) — село в Польщі, у гміні Ґура-Кальварія Пясечинського повіту Мазовецького воєводства.
Населення — 33 особи (2011).

## Демографія
Демографічна структура станом на 31 березня 2011 року:
|          | Загалом | Допрацездатний вік | Працездатний вік | Постпрацездатний вік |
| -------- | ------- | ------------------ | ---------------- | -------------------- |
| Чоловіки | 16      | 2                  | 13               | 1                    |
| Жінки    | 17      | 4                  | 10               | 3                    |
| Разом    | 33      | 6                  | 23               | 4                    |